# Балов, Стоян
Стоян Балов (болг. Стоян Димитров Балов; род. 24 мая 1960, Чавдар, Софийская область) — болгарский борец греко-римского стиля, призёр чемпионата Европы, чемпион мира, серебряный призёр летних Олимпийских игр 1988 года в Сеуле.

## Карьера
Выступал в легчайшей (до 57 кг) весовой категории. Серебряный призёр чемпионата Европы 1988 года в Кульботне. Чемпион мира 1985 года.
На летних Олимпийских играх 1988 года в Сеуле Балов победил югослава Зорана Галовича, марокканца Касема Буаллуче, финна Кейхо Пехконена, южнокорейца Хо Бьонхо, грека Хараламбоса Холидиса и стал победителем своей подгруппы. В финале болгарин проиграл венгру Андрашу Шике и завоевал серебряную награду Олимпийских игр.